# Haibach (Baja Franconia)
Haibach es un municipio alemán, ubicado en el distrito de Aschaffenburg, en la Regierungsbezirk de Baja Franconia, en el Estado federado de Baviera. 
Se encuentra al sureste de Aschaffenburg, en el extremo occidental de la cadena montañosa Spessart, entre dicha ciudad y el castillo de Mespelbrunn.